# Пассов, Зельман Исаевич
Залман Исаевич Пассов (апрель 1905, Старая Русса, Российская империя — 15 февраля 1940, Москва, СССР) — ответственный сотрудник Особого и Контрразведывательного(3-го) отделов ГУГБ НКВД СССР, старший майор государственной безопасности, начальник внешней разведки НКВД в 1938 году. Расстрелян в 1940 году. Признан не подлежащим реабилитации.

## Биография
Родился в апреле 1905 года в г. Старая Русса в еврейской семье, отец был приказчиком. Там же окончил 3 класса начальной школы и 2 класса школы 2 ступени.
В 14-летнем возрасте служил в РККА (рядовой-курьер 2-й Старорусской караульной роты в июне-ноябре 1919 г.), но вскоре был уволен из-за раннего возраста. В мае 1920 г.-сентябре 1921 г. делопроизводитель военного коменданта, Управления уездной милиции, Старая Русса; в сентябре 1921 г.-мае 1922 г. секретарь военкома батальона связи 56-й стрелковой дивизии.
В мае 1922 года был принят на работу в ГПУ СССР в аппарат уполномоченного по Старо-Русскому уезду. До 1928 г. сотрудник Новгородского губ. отдела ГПУ, Псковского губ. отдела ГПУ, сотрудник ГПУ г. Порхов. Состоял в ВКП(б) с 1927 года (член ВЛКСМ в 1921—1929 гг.). В 1928—1929 гг. г — курсант Высшей пограничной школы ОГПУ ; затем уполномоченный особого отдела дивизии Ленинградского ВО. С октября 1929 года — в центральном аппарате ОГПУ СССР (органы контрразведки и Особый отдел) : уполномоченный 1-го отд-я КРО ОГПУ СССР (10.1929- 9.1930 гг.); уполномоченный Спец. бюро Особого отдела ОГПУ СССР(09.1930 −04.1931 гг.); уполномоченный 2-го отд-я ОО ОГПУ СССР (04.-09.1931 г.); опер. уполномоченный 3-го отд-я ОО ОГПУ СССР( 09.1931 — 01.1933 гг.); сотрудник для особых поручений ОО ОГПУ СССР (01.-06.1933 г.); помощник начальника 3-го отд-я ОО ОГПУ СССР (01.06.1933—15.01.1934 г.); заместитель начальника 3-го отд-я ОО ОГПУ СССР (15.01.—10.07.1934 г.);
После образования НКВД СССР с июля 1934 года — заместитель начальника 7-го отделения ОО ГУГБ НКВД (10.07.1934—16.05.1935 г.); затем начальник 11-го отделения Особого отдела ГУГБ НКВД(16.05.1935—12.1936 г.).
С декабря 1936 года в Контрразведывательном (3-м) отделе ГУГБ НКВД СССР : начальник 3-го (польского) отд-я 3 отдела ГУГБ НКВД СССР (12.1936—01.09.1937 г.); одновременно с 01.08. по 01.09.1937 года — помощник начальника 3-го отдела ГУГБ А. М. Минаева-Цикановского. Заместитель начальника 3 отдела ГУГБ НКВД СССР (Минаева-Цикановского) (01.09.1937—28.03.1938 гг.). Вёл «следствие» по ряду известных лиц из числа руководителей Компартии Польши (Ю. М. Лещиньского-Ленского, М. А. Логановского и др.), закончившиеся их расстрелом. Будучи начальником польского отделения 3 отдела ГУГБ НКВД СССР, несёт всю меру ответственности за проведение «польской операции» НКВД в 1937—1938 годах, массовые аресты, пытки и расстрелы советских граждан польской национальности и уроженцев Царства Польского. Будучи помощником и заместителем начальника 3 отдела НКВД СССР Минаева-Цикановского, наряду с ним, В. Ф. Григорьевым, С. Г. Волынским А. Д. Давыдовым, И. С. Найдманом и др. несёт ответственность за проведение национальных операций НКВД на всей территории СССР и массовые убийства «лиц контрреволюционной национальности» через альбомные приговоры Комиссии наркома НКВД и Прокурора СССР и местных «троек» УНКВД, а также сталинские расстрельные списки.
28 марта 1938 года утверждён в должности начальника 5-го (Иностранного) отдела 1-го Управления НКВД СССР, с 29 сентября 1938 года— начальник 5-го отдела ГУГБ НКВД СССР. Будучи руководителем иностранной разведки НКВД, несёт ответственность за аресты ряда советских разведчиков, которые инициировал и санкционировал (Б. Я. Базаров, Я. Я. Витолин-Орлов, И. Г. Герт, И. И. Герценберг, И. И. Кветков, И. А. Марков, братья Азарий и Аваким Мнацакановы, Х. Я. Рейф, Ю. Я. Томчин, Ф. С. Фридман, Э. Я. Фурман и др.).
23 октября 1938 года арестован по обвинению в «участии в антисоветском заговоре в органах НКВД». Содержался в Сухановской тюрьме особого назначения. На предварительном следствии «виновным себя признал». Внесён в список Л.Берии от 16 января 1940 года по 1-й категории. Осуждённый к ВМН 3.2.1940 г. бывший начальник Пассова Н. И. Ежов в своём последнем слове упомянул его как сотрудника, которому безусловно доверяет и после ареста ( наряду с В. Е. Цесарским, И. И. Шапиро,  Н. Н. Фёдоровым и А. С. Журбенко). 14 февраля 1940 года осуждён ВКВС СССР к высшей мере наказания по ст.ст. 58/1 п."а" («измена Родине»); ст. 58/7 («вредительство»); ст. 58/8 («террор»); ст. 58/11 («участие в антисоветской заговорщической организации в органах НКВД») УК РСФСР. На судебном заседании ВКВС СССР вины не признал, заявив, что на стадии предварительного следствия подвергался избиениям и был вынужден дать ложные показания. Расстрелян в ночь на 15 февраля 1940 г. вместе с группой комсостава из Центрального архива РККА. Место захоронения — «могила невостребованных прахов» № 1 крематория Донского кладбища.
В 1957 году при пересмотре дела постановлением Главной военной прокуратуры СССР признан виновным в фальсификации уголовных дел и незаконных методах ведения следствия. В реабилитации Пассова было отказано. 7 ноября 2013 года Судебной коллегией по делам военнослужащих Верховного суда РФ признан не подлежащим реабилитации.

## Награды
- Знак Почётного работника ВЧК-ГПУ (1932).
- Почётное оружие, золотые часы (1936).
- Орден Ленина (1937) (лишён посмертно Указом Президиума ВС СССР от 07.07.1942)[14].

Деятельность в Особом отделе НКВД СССР:
«На всём протяжении моей работы начальником отделения (в Особом отделе), начиная с осени 1934 года, отделение систематически и постоянно вскрывало и ликвидировало малочисленные… контрреволюционные группы…. Отделение почти всегда имело сотню арестованных.» 
Из показаний Пассова на начальной стадии предварительного следствия .